# 장고도 (인천 중구)
장고도(長古島)는 인천광역시 중구 운북동에 있는 섬이다. 영종용유도의 만석방조제 북쪽에 있다.

## 같이 보기
- 영종용유도